# Ledinica
Ledinica (Duits: Ledinz) is een plaats in Slovenië en maakt deel uit van de gemeente Žiri in de NUTS-3-regio Gorenjska. De plaats telde 64 inwoners op 1 januari 2020.

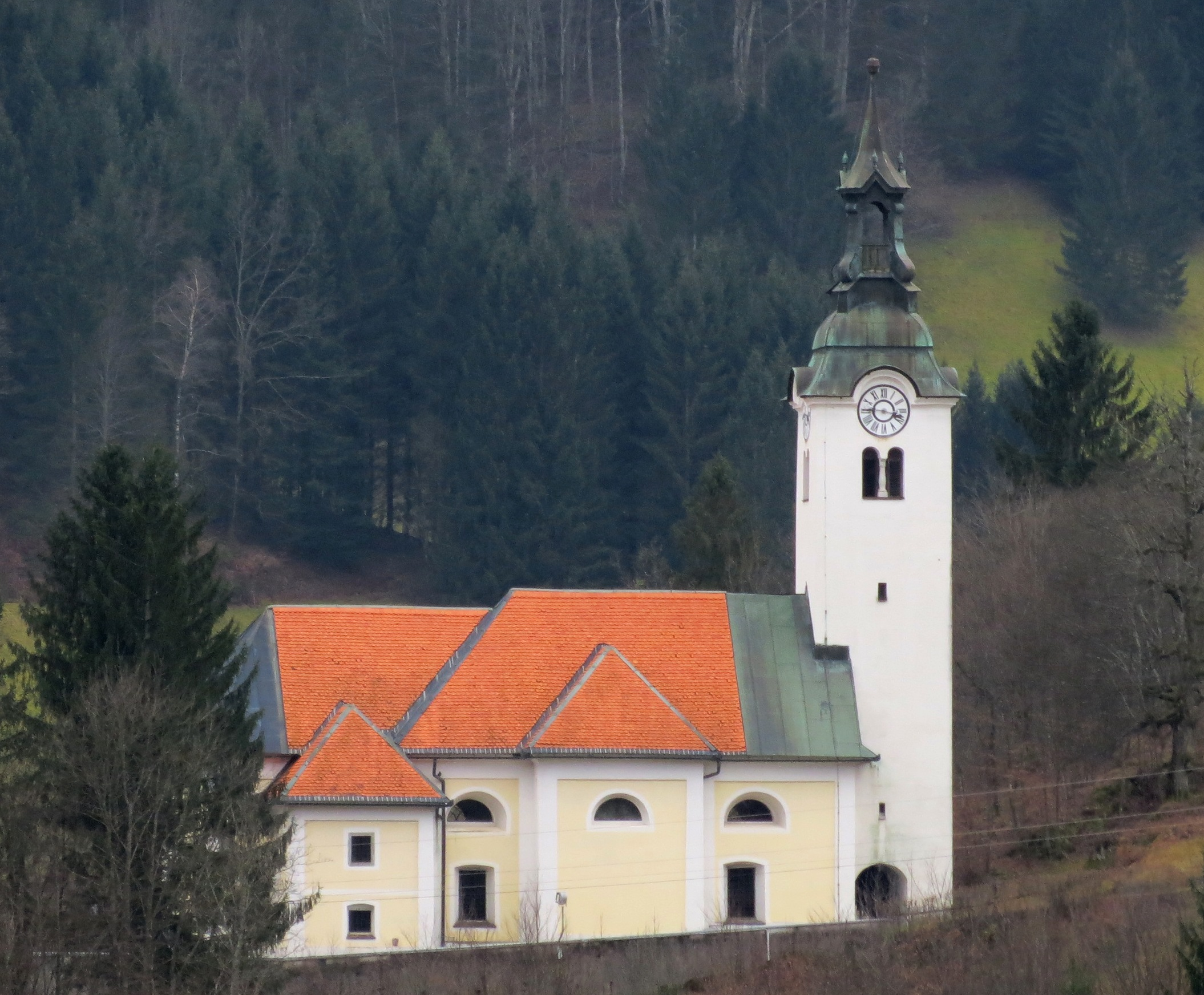
Kerk in Ledinica
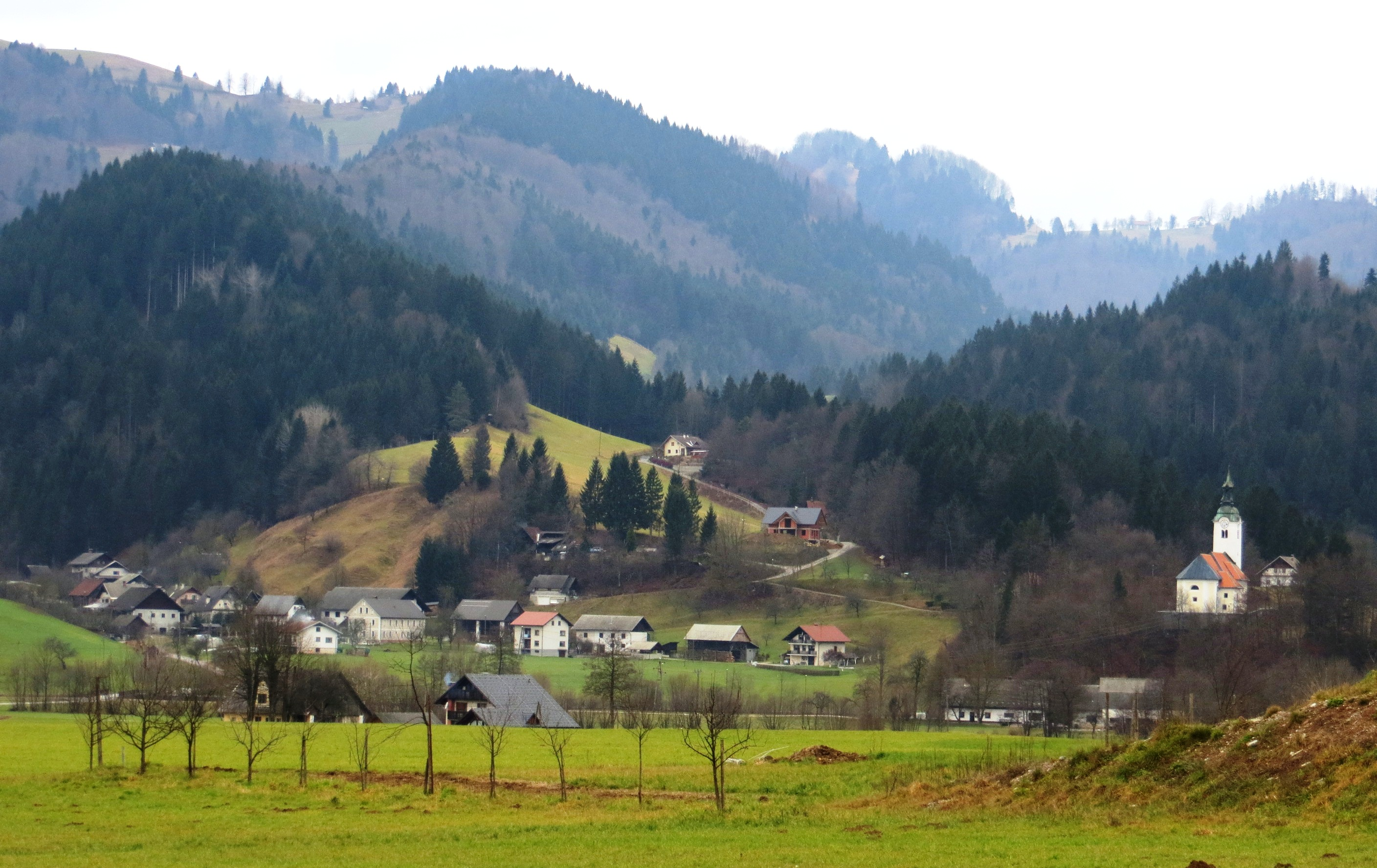
Ledinica